# François Aubert (peintre)
Pour les articles homonymes, voir François Aubert et Aubert.
François Aubert né à Condrieu le 29 septembre 1829 et mort dans la même ville le 22 mai 1906 est un peintre et photographe français.

## Biographie
Peintre établit à Lyon, François Aubert ouvre un atelier à Mexico dans les années 1860, au 2a Calle de San Francisco, où il photographie civils et militaires. Il devient le photographe officiel de la cour de Maximilien Ier. Il est le témoin de l'exécution de l'empereur dont il fait un reportage photographique en 1867.
Il rentre en France en 1869.
Après sa mort survenue le 22 mai 1906, une partie de ses clichés sont versés au musée royal de l'Armée et de l'Histoire militaire à Bruxelles.
Un fonds retrouvé de ses archives photographiques mexicaines est conservé à la Fondation Televisa de Mexico[réf. nécessaire].

Œuvres de François Aubert
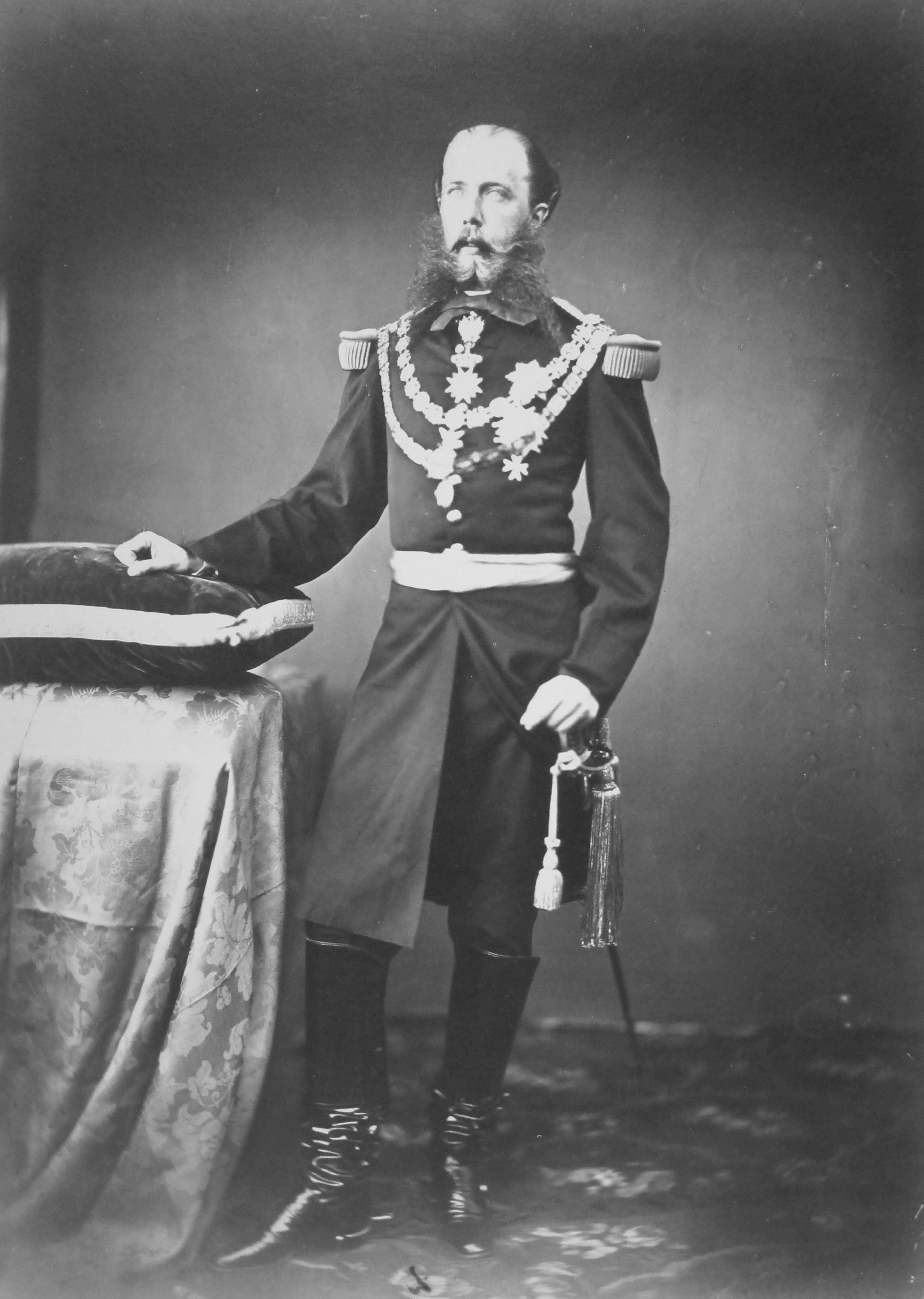
L'empereur Maximilien Ier (vers 1866), New York, Metropolitan Museum of Art.
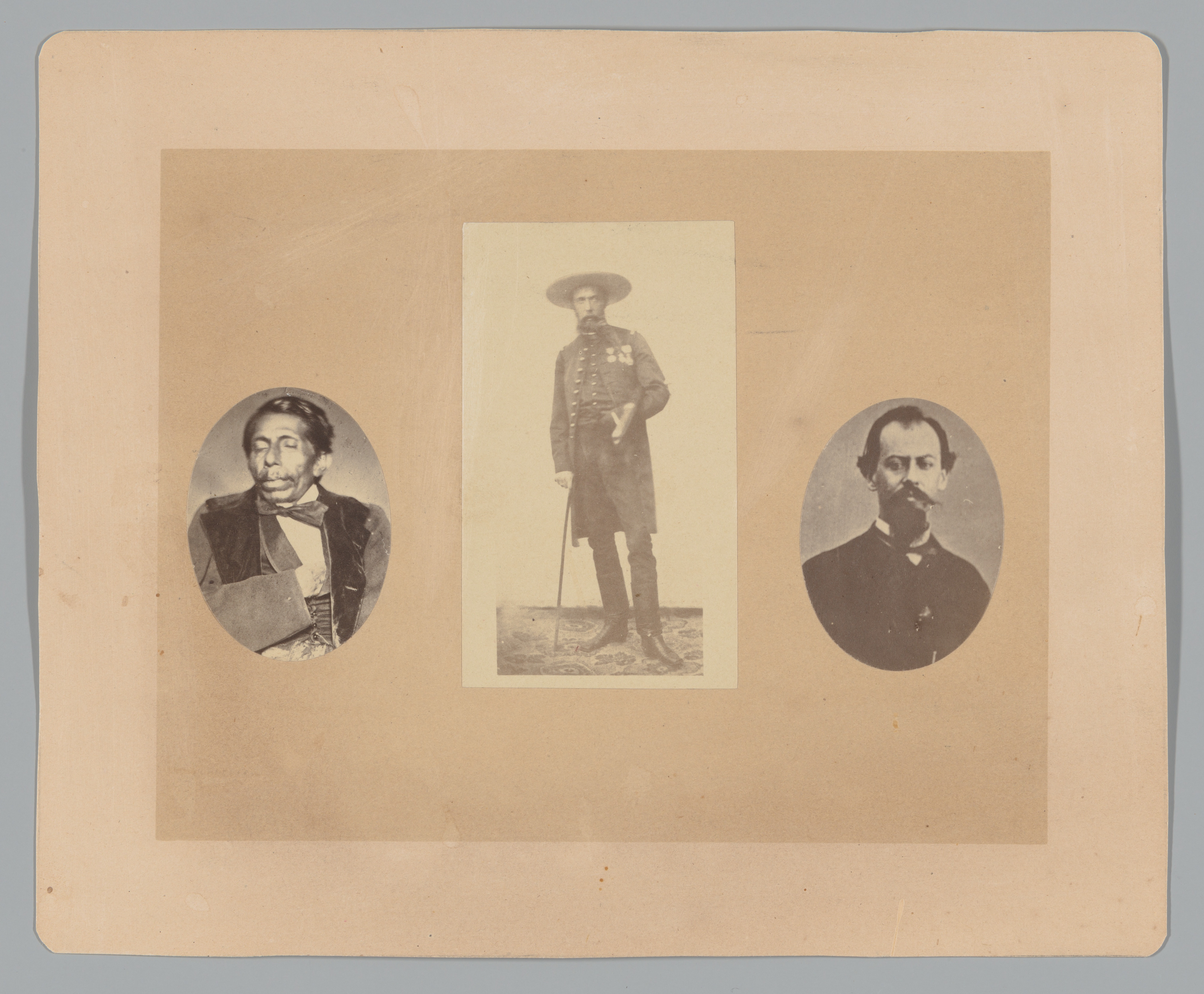
Le général Tomás Mejía, l'empereur Maximilien, le général Miramón (1867), Metropolitan Museum of Art.
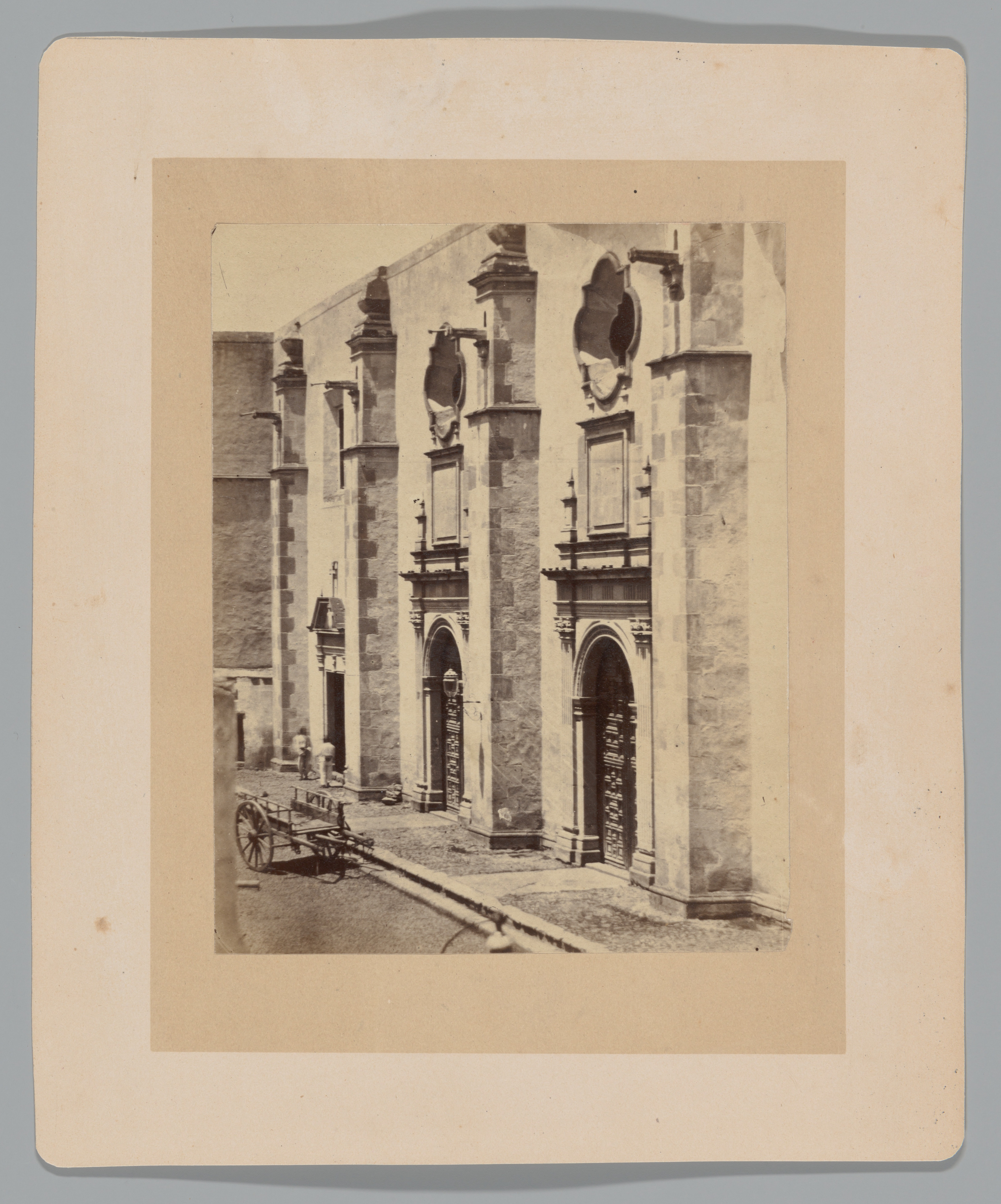
Lieu d'emprisonnement de l'empereur Maximilien du Mexique et soldats (1867), New York, Metropolitan Museum of Art.
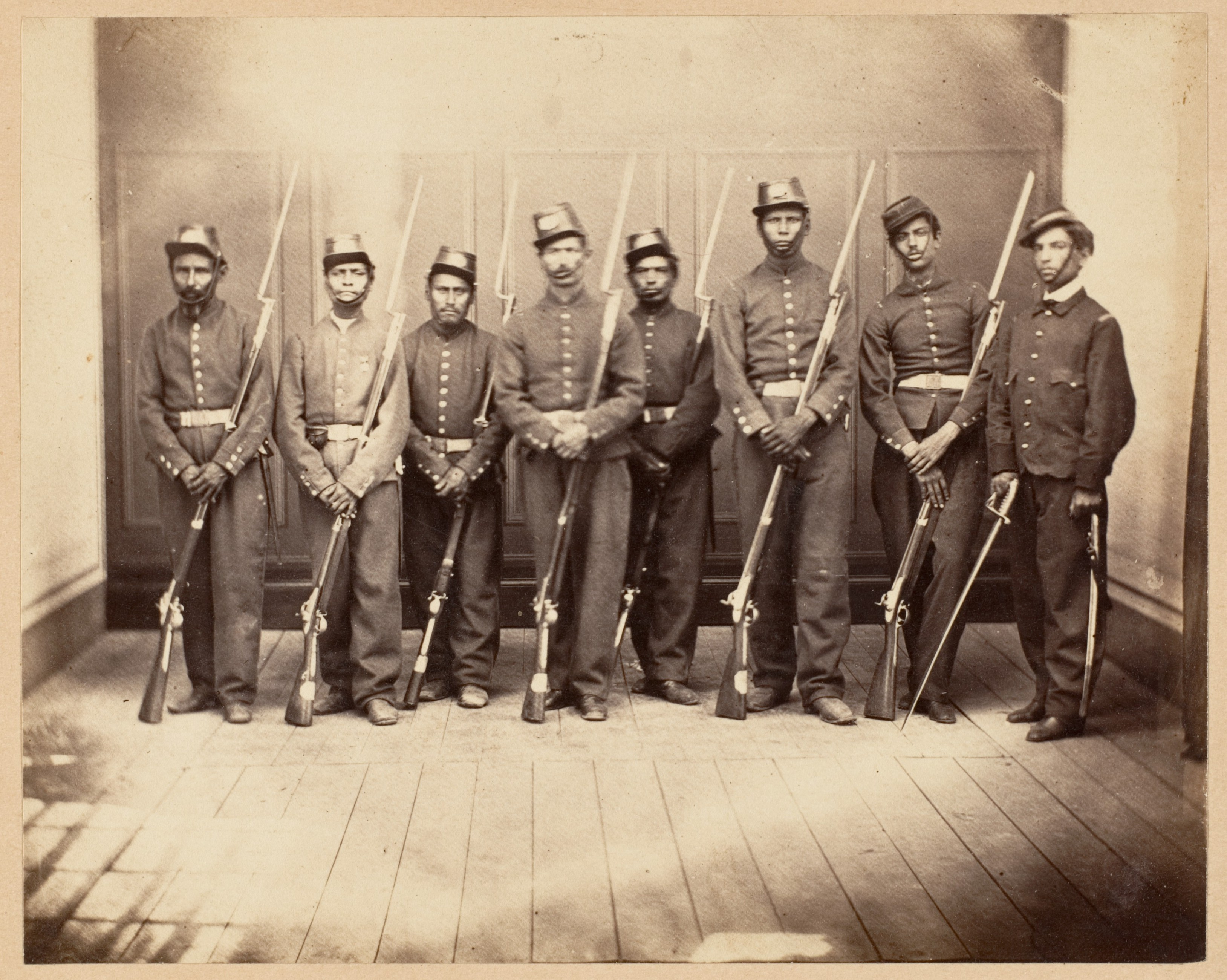
Le peloton d'exécution de l'empereur Maximilien (1867), New York, Metropolitan Museum of Art.
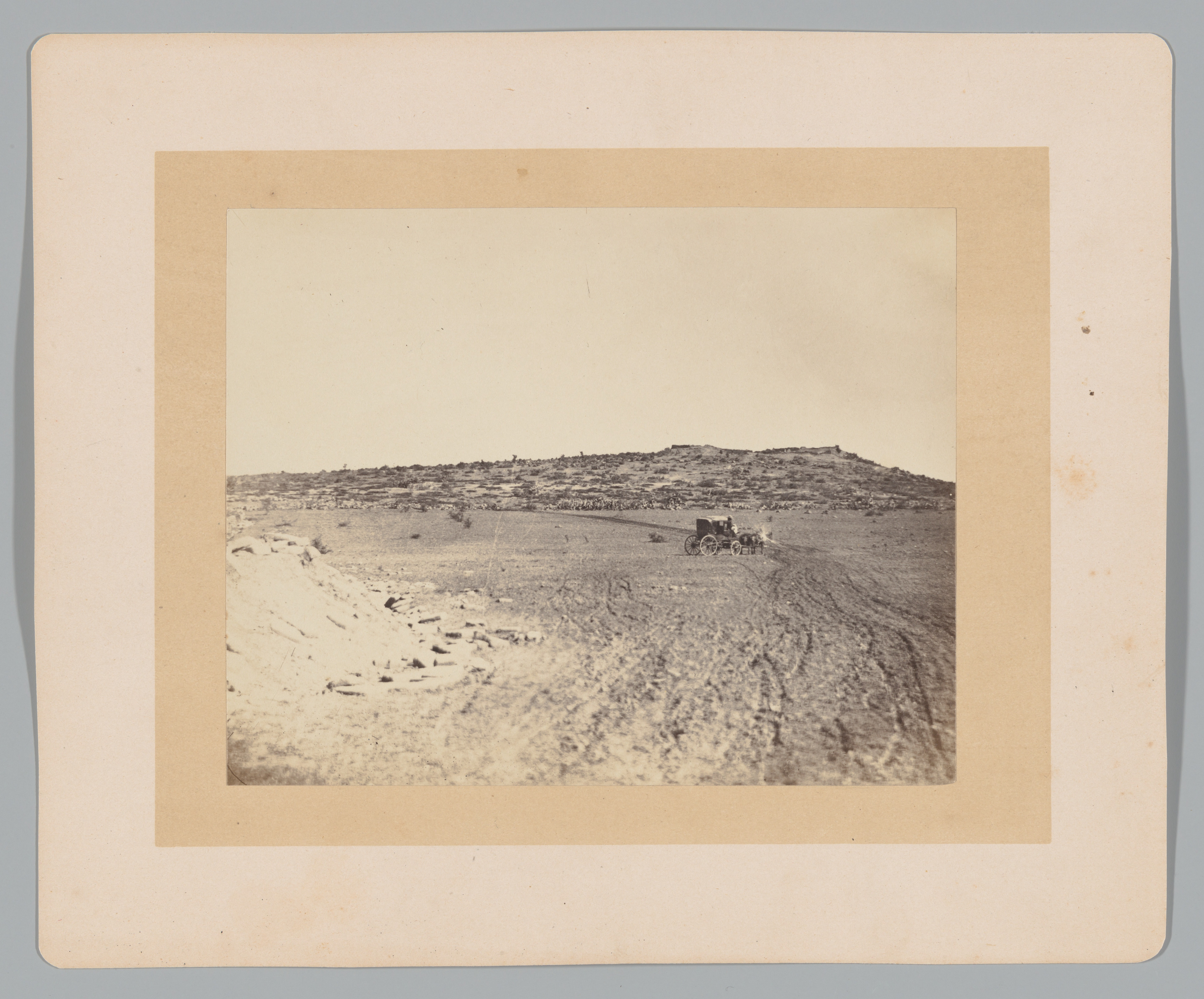
Lieu d'exécution de l'empereur Maximilien (1867), New York, Metropolitan Museum of Art.
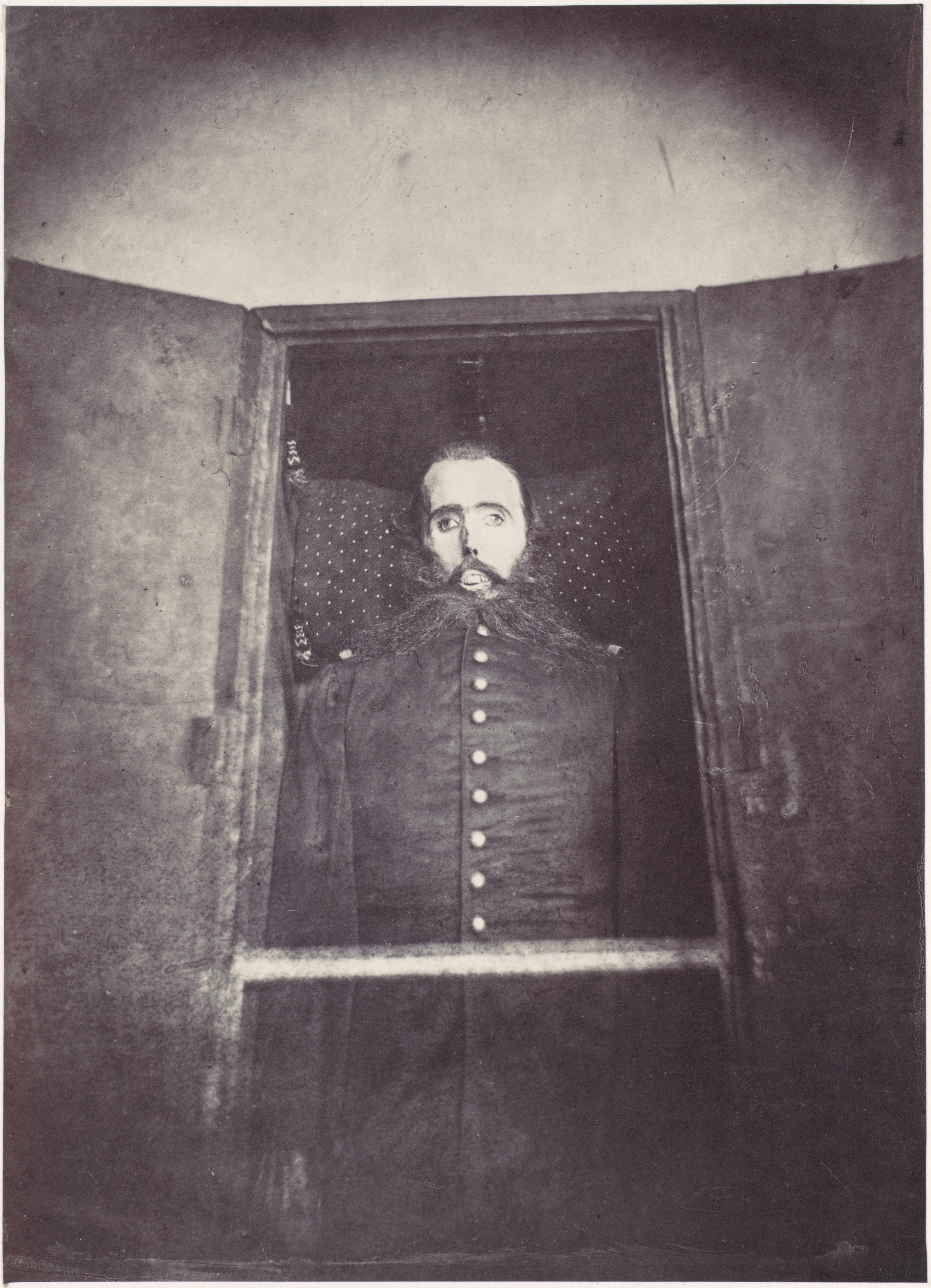
Le corps de l'empereur Maximilien Ier du Mexique (1867), New York, Metropolitan Museum of Art.
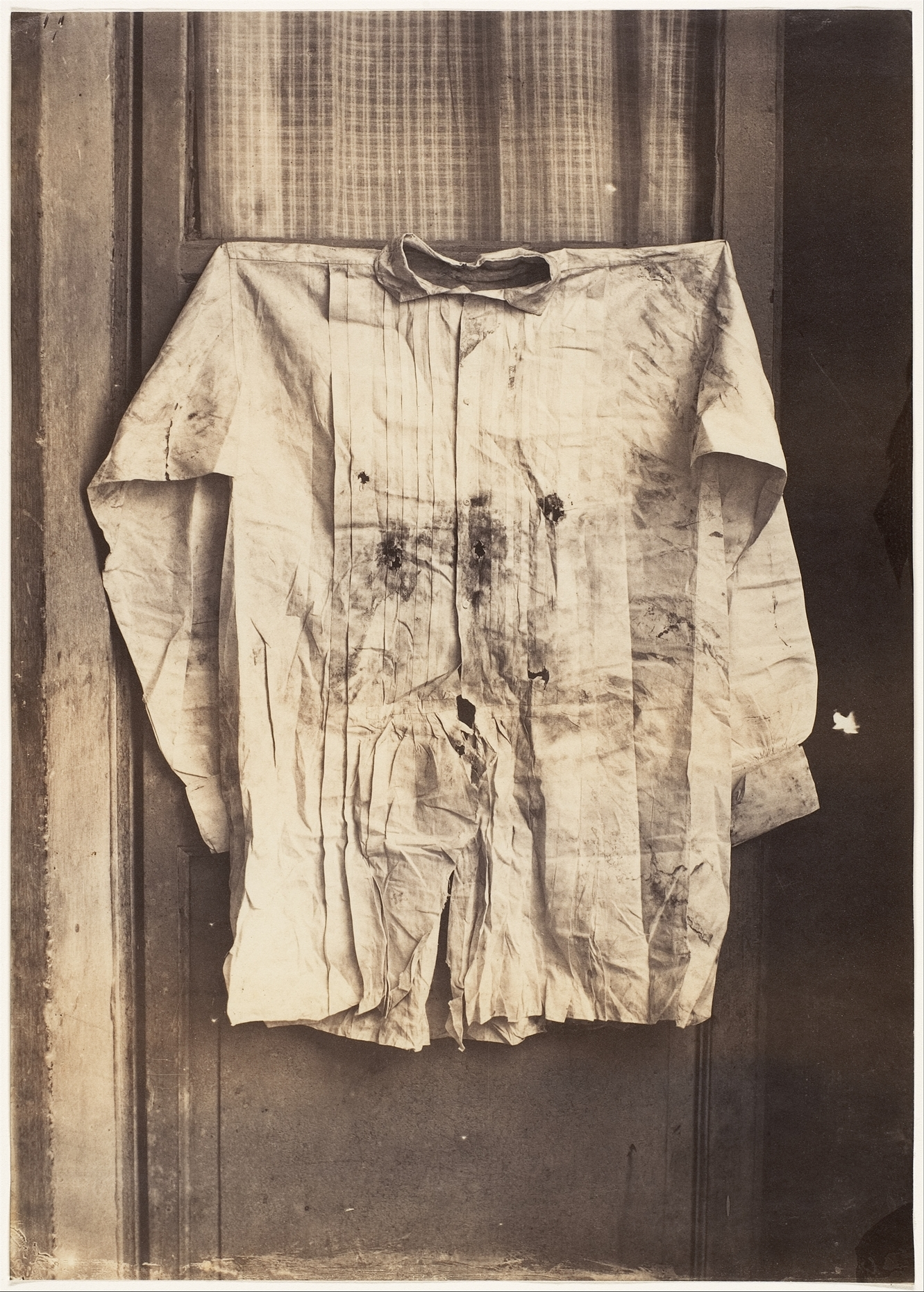
La chemise de l'empereur, portée lors de son exécution (1867), Metropolitan Museum of Art.